# Benelux
Il Benelux è un accordo economico dell'Europa composto da Paesi Bassi, Belgio e Lussemburgo. Il nome è formato dalle iniziali del nome di ogni paese (Belgique o België, Nederland, Luxembourg) e fu creato per l'Unione economica Benelux; viene però usato in maniera più generalizzata spesso anche come espressione geografica.
Una prima convenzione, che istituì l'unione doganale tra i tre paesi, fu siglata il 5 settembre 1944 a Londra dai rispettivi governi in esilio ed entrò in vigore il 1º gennaio 1948. Il successivo trattato che istituì l'unione economica fu siglato il 3 febbraio 1958 a L'Aia ed entrò in vigore il 1º novembre 1960 avendo lo scopo di promuovere il libero movimento dei lavoratori, dei capitali, dei servizi e delle merci nella regione. La creazione dell'Unione economica Benelux contribuì a fornire un importante modello per la nascita dell'attuale Unione europea, nonostante le organizzazioni precorritrici della UE fossero state fondate prima.
I tre paesi furono appunto tra i fondatori della CECA, dell'Euratom e della CEE, insieme a Germania Ovest, Francia ed Italia. A sua volta, il Benelux ha come antesignana l'Unione economica belga-lussemburghese istituita il 25 luglio 1921.

## Dati generali
| Lussemburgo    |          |
| Lingua         | Parlanti |
| -------------- | -------- |
| Francese       | 99%      |
| Lussemburghese | 82%      |
| Tedesco        | 81%      |
| Inglese        | 72%      |
| Italiano       | 34%      |
| Portoghese     | 28%      |
| Castigliano    | 22%      |
| Fiammingo      | 13%      |

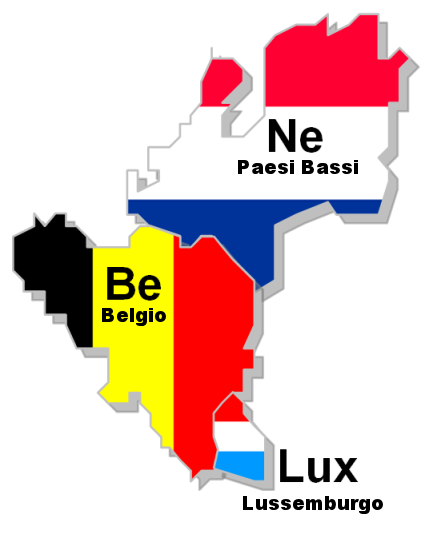
Il territorio del Benelux

I tre paesi furono tra i fondatori dell'Unione europea, e utilizzano l'euro come moneta. Sono inoltre tra i primi paesi dell'Unione europea per PIL pro capite.
| Nome        | Superficie (km2) | Popolazione (abitanti) |
| ----------- | ---------------- | ---------------------- |
| Belgio      | 30 536           | 10 666 866             |
| Lussemburgo | 2 586            | 480 222                |
| Paesi Bassi | 41 531           | 16 440 113             |
| Benelux     | 74 653           | 27 587 201             |

## Lingue

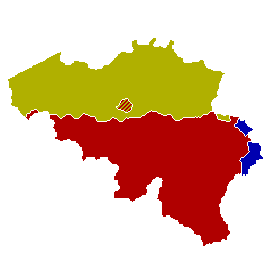
Mappa linguistica del Belgio: le aree nederlandesi sono segnate in giallo, quelle francesi in rosso, quelle tedesche in blu.

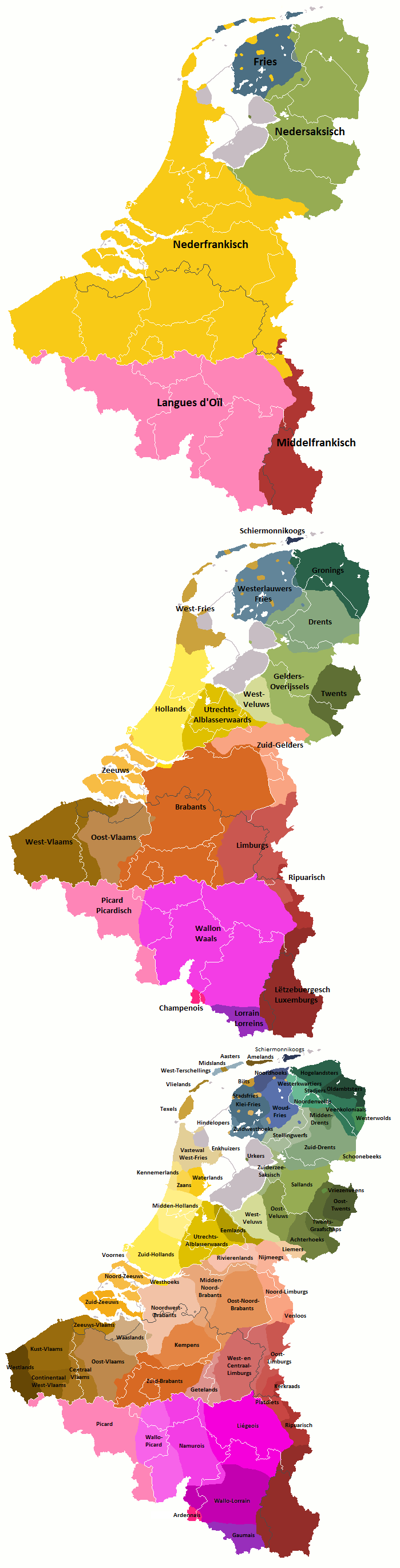
Lingue e dialetti del Benelux

Per ragioni storico-culturali, il Benelux non possiede un unico idioma: si conta infatti che nel territorio vengano parlate 5 lingue: frisone occidentale, basso sassone olandese, nederlandese (varianti olandese e fiammingo), francese (belga), tedesco e lussemburghese. Queste sono poi suddivisibili nei 78 dialetti di 22 gruppi dialettali.

### Belgio
Il Belgio ha tre lingue ufficiali: nederlandese (fiammingo), francese (belga) e tedesco.
La diffusione di queste tre lingue è facilmente accostabile alla suddivisione amministrativa della nazione: la metà nord del Belgio è infatti costituita dalle Fiandre, mentre la metà sud è nota come Vallonia; enclave delle Fiandre è la Regione di Bruxelles-Capitale. È proprio quest'ultima ad essere l'unica delle tre ad essere ufficialmente bilingue (olandese e francese), anche se la popolazione è principalmente francofona. Le Fiandre sono invece di lingua fiamminga e la Vallonia francese. I confini orientali della Vallonia presentano poi un insieme di 9 comuni di lingua tedesca che rappresentano meno dell'1% della popolazione nazionale.

### Paesi Bassi
La lingua nazionale è il nederlandese (più noto come olandese), ma la regione bilingue della Frisia adotta anche il frisone occidentale come lingua ufficiale assieme a quella nazionale. Anche l'inglese ed il papiamento sono riconosciuti come lingue ufficiali regionalmente. Inoltre sono parlati il basso sassone, diffuso nel nord-est (Groninga, Drenthe, Overijssel, Gheldria settentrionale), e il limburghese (nel Limburgo), che hanno qualche forma di riconoscimento ufficiale. Altri dialetti rilevanti sono il brabantino nella provincia del Brabante Settentrionale e l'olandese nelle province dell'Olanda Meridionale e dell'Olanda Settentrionale.
Vi sono poi le lingue parlate dai numerosi immigrati, fra cui l'arabo, il turco, il cinese, il malese e le altre lingue della regione indonesiana. Infine, buona parte della popolazione conosce almeno l'inglese e ha nozioni di francese e di tedesco.

### Lussemburgo
La legge del Lussemburgo dispone che la lingua nazionale sia il francese. Tuttavia, anche lussemburghese e tedesco sono ufficiali. Le tre lingue possono essere usate nelle amministrazioni e nei tribunali, mentre la lingua della legislazione rimane il francese.
Nella scuola primaria è utilizzato il lussemburghese, sostituito nella scuola secondaria da tedesco e francese. Il lussemburghese rimane materia di corsi nelle scuole secondarie e all'università ed è la lingua usata dal Parlamento. I documenti e le comunicazioni pubbliche sono invece generalmente redatti in francese o lussemburghese e talvolta il tedesco è usato come terza lingua.

## Dati sul Benelux se considerato come un unico Stato all'interno dell'Unione europea
Un Benelux unificato sarebbe il sesto paese per popolazione, quindicesimo per superficie, quinto per PIL e primo per PIL pro capite all'interno dei 25 paesi dell'UE (anziché 27).
| Stato          | Popolazione | Superficie (km²) | PIL PPP (mld $) | PIL PPP pro capite |
| -------------- | ----------- | ---------------- | --------------- | ------------------ |
| Austria        | 8 253 000   | 83 858           | 298 683         | 36 189 $           |
| Belgio         | 11 239 755  | 30 536           | 483 904         | 43 615 $           |
| Benelux        | 27 587 201  | 74 622           | 1 311 911       | 47 555 $           |
| Bulgaria       | 7 611 000   | 110 910          | 82 533          | 10 844 $           |
| Cipro          | 841 000     | 9 250            | 19 692          | 23 419 $           |
| Croazia        | 4 154 200   | 56 594           | 56 475          | 12 829 $           |
| Danimarca      | 5 441 000   | 43 094           | 203 502         | 37 399 $           |
| Estonia        | 1 341 000   | 45 226           | 25 796          | 19 243 $           |
| Finlandia      | 5 244 000   | 337 030          | 179 141         | 34 162 $           |
| Francia        | 63 363 000  | 547 030          | 1 988 171       | 31 377 $           |
| Germania       | 82 570 000  | 357 021          | 2 698 694       | 32 684 $           |
| Grecia         | 11 098 000  | 131 940          | 274 493         | 24 733 $           |
| Irlanda        | 4 581 269   | 70 273           | 191 694         | 42 110 $           |
| Italia         | 60 702 858  | 301 336          | 1 791 006       | 30 581 $           |
| Lettonia       | 2 286 000   | 64 589           | 34 426          | 15 061 $           |
| Lituania       | 3 401 000   | 65 200           | 56 985          | 16 756 $           |
| Lussemburgo    | 549 680     | 2 586            | 57 140          | 106 406 $          |
| Malta          | 401 000     | 316              | 8 447           | 21 081 $           |
| Paesi Bassi    | 17 016 967  | 41 543           | 770 867         | 46 011 $           |
| Polonia        | 38 122 000  | 312 685          | 556 933         | 14 609 $           |
| Portogallo     | 10 540 000  | 92 931           | 217 892         | 20 673 $           |
| Rep. Ceca      | 10 245 000  | 78 866           | 210 418         | 20 539 $           |
| Romania        | 21 564 000  | 238 391          | 218 926         | 10 152 $           |
| Slovacchia     | 5 411 000   | 48 845           | 101 220         | 18 705 $           |
| Slovenia       | 2 006 000   | 20 253           | 49 062          | 24 459 $           |
| Spagna         | 41 771 000  | 504 782          | 1 203 404       | 28 810 $           |
| Svezia         | 9 116 000   | 449 964          | 296 715         | 32 548 $           |
| Ungheria       | 10 059 000  | 93 030           | 190 343         | 18 922 $           |
| Unione europea | 492 215 000 | 4 326 253        | 13 840 831      | 28 119 $           |